# Pruimenboorder
De pruimenboorder (Involvulus cupreus) is een keversoort uit de familie Rhynchitidae. De wetenschappelijke naam van de soort is gepubliceerd in 1761 door Linnaeus.